# Gynoplistia echionis
Gynoplistia echionis là một loài ruồi trong họ Limoniidae. Chúng phân bố ở miền Australasia.